# María Arbátova
María Ivánovna Arbátova (Múrom, 17 de julio de 1957) es una novelista, ensayista, periodista, presentadora de radio y televisión, activista y feminista rusa.

## Biografía
María Arbátova nació en 1957 en Múrom. Estudió en la Escuela de Jóvenes Periodistas de la Universidad Estatal de Moscú, y luego se trasladó a la Facultad de Filosofía. Dejó la universidad debido a diferencias ideológicas. Estudió en la División de Artes Dramáticas del Instituto de Literatura Maksim Gorki, y recibió entrenamiento en psicoanálisis. A partir de allí se convirtió en una consumada activista. En la era anterior a la perestroika, su trabajo literario fue fuertemente censurado, debido a las ideas sobre liberación femenina que expresaba.
Es autora de alrededor de 20 libros y de numerosos artículos que han aparecido en reconocidas revistas y periódicos en Rusia y Europa. Sus escritos expresan su ideología feminista. También creó obras de teatro y participó en programas de televisión y de radio. Fue presentadora del popular programa televisivo I, Myself, el cual se mantuvo al aire durante aproximadamente diez años. Desde el 2005 ha presentado el programa radial The Right to be Yourself.

## Traducciones al inglés
- On the Road to Ourselves, (obra), de Russian Mirror: Three Plays by Russian Women, Psychology Press, 1998.

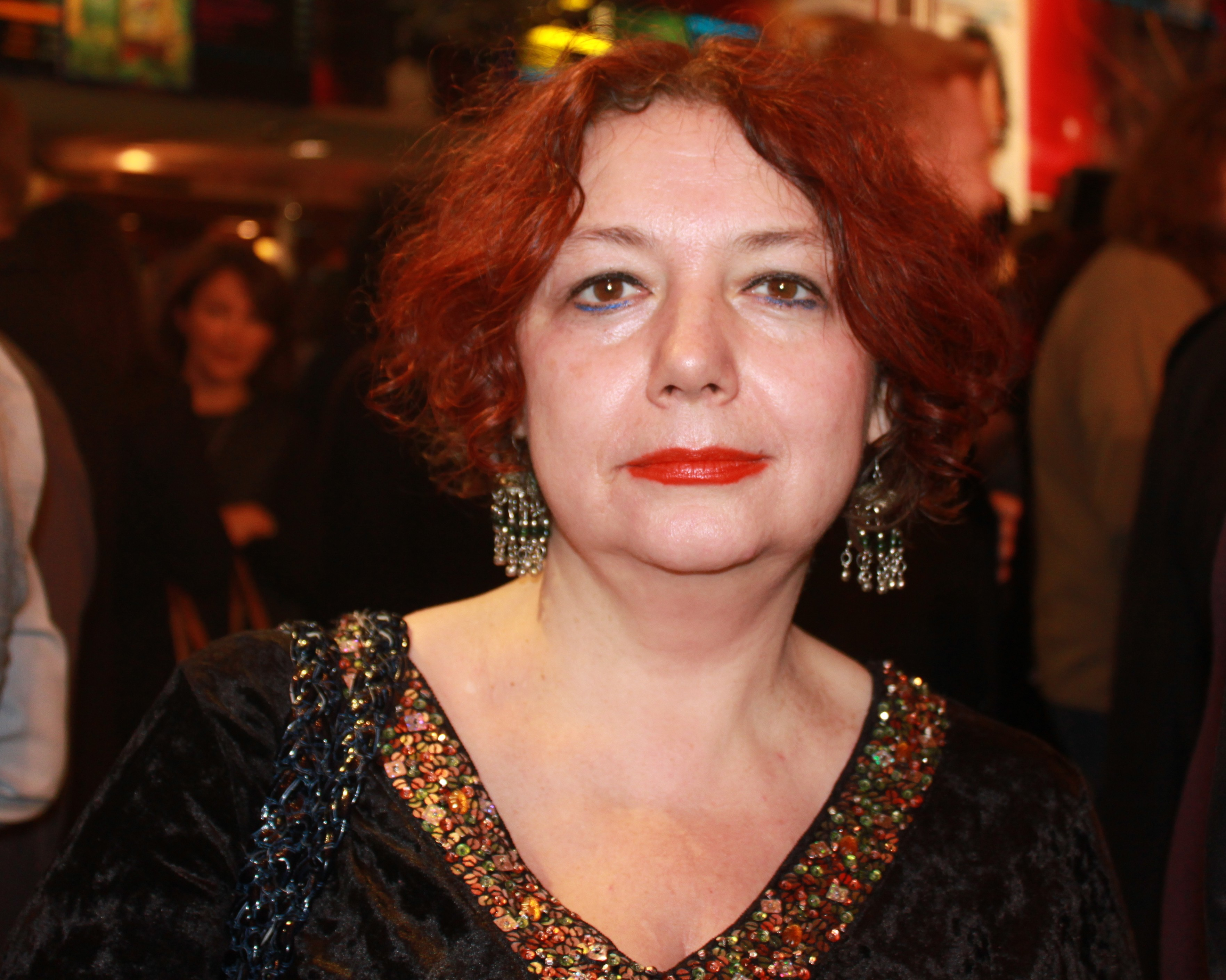
María Arbátova en 2009.